# 漁灣邨
漁灣邨（英語：Yue Wan Estate）是香港的一個公共屋邨，由香港房屋委員會發展，項目編號為UR07，漁進樓為ET06，位於香港柴灣的填海地，佔地逾5.4公頃，鄰近柴灣公園、翠灣邨、翠樂邨以及杏翠苑。

## 屋邨資料
屋邨分為兩期興建，第一期是在1977年落成的漁豐樓、漁安樓及漁泰樓，第二期是在1978年落成的漁順樓。漁灣邨內原本設有小學校舍2所由房屋署出租予辦學團體之用 ，但其中1所小學（世界龍岡學校馮耀卿紀念小學）已經清拆，並重建成漁進樓，可提供826個租住公屋單位，於2020年第二季落成、同年9月17日入伙。

### 樓宇
| 樓宇名稱（座號） | 樓宇類型                      | 落成年份 | 樓宇層數（住宅層數） | 每層伙數                   | 每座單位總數（伙） | 承建商               | 提供升降機的廠商（更換前） | 提供升降機的廠商（更換後） | 期數 |
| ---------------- | ----------------------------- | -------- | -------------------- | -------------------------- | ------------------ | -------------------- | -------------------------- | -------------------------- | ---- |
| 漁安樓（第1座）  | 舊長型大廈 （第七型徙置大廈） | 1977年   | 7（6）               | 88（3-7樓） 83（2樓）      | 523                | 亨利建築（瑞安建業） | (沒有升降機)               | 東芝                       | 1    |
| 漁泰樓（第2座）  | 舊長型大廈 （第七型徙置大廈） | 1977年   | 7（6）               | 32（2-7樓）                | 192                | 亨利建築（瑞安建業） | (沒有升降機)               | 東芝                       | 1    |
| 漁豐樓（第3座）  | 舊長型大廈 （第七型徙置大廈） | 1977年   | 7（6）               | 28（2-7樓）                | 168                | 亨利建築（瑞安建業） | (沒有升降機)               | 東芝                       | 1    |
| 漁順樓（第4座）  | 舊長型大廈 （第七型徙置大廈） | 1978年   | 22（21）             | 64（2-21樓）               | 1344               | 亨利建築（瑞安建業） | 富士達                     | 東芝                       | 2    |
| 漁進樓（第5座）  | 非標準設計大廈 （T字型）      | 2020年   | 37（36）             | 23（1-34樓） 22（35-36樓） | 826                | 瑞安建業             | 東芝                       | （不適用）                 | 3    |

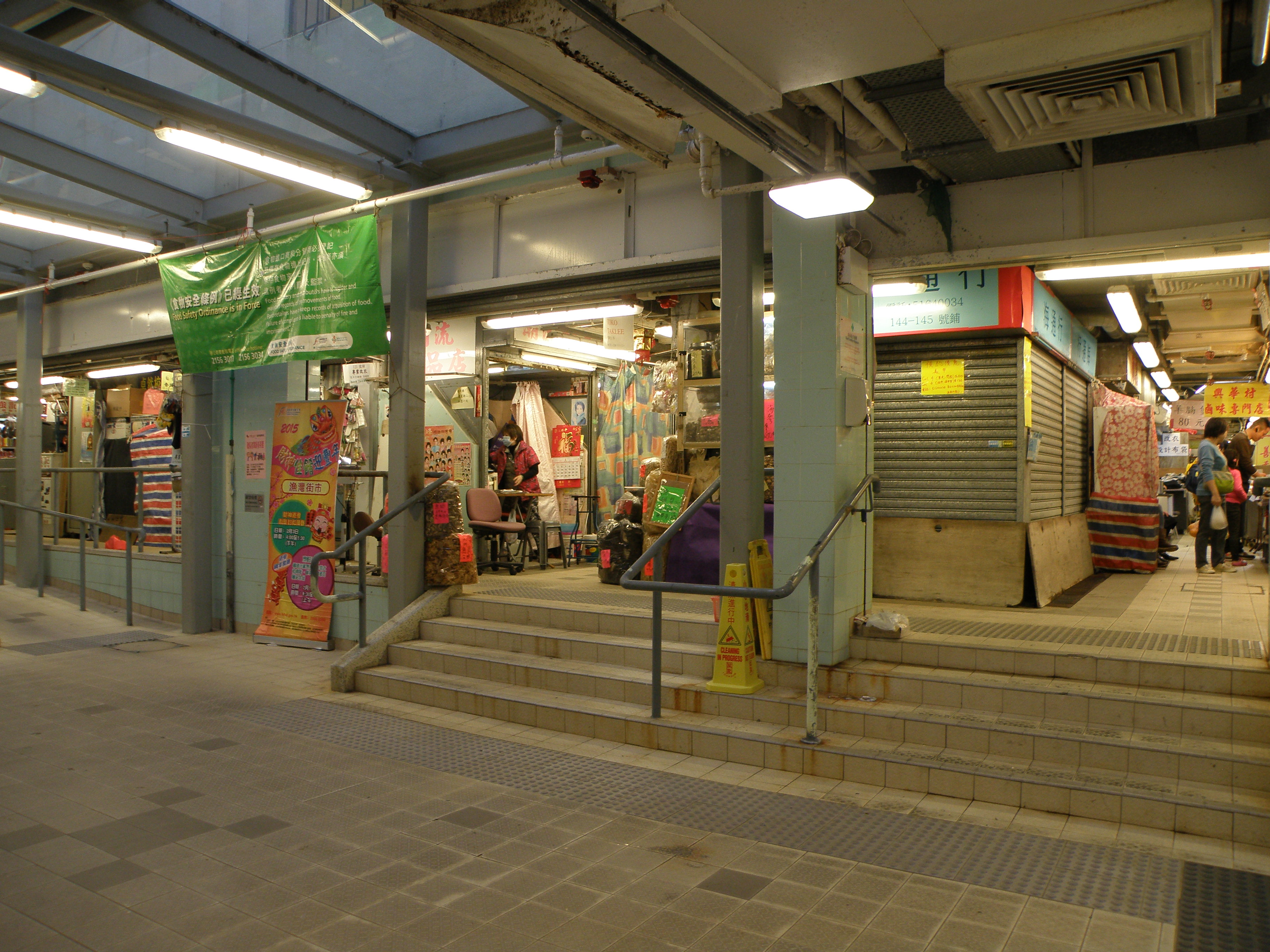
漁灣街市
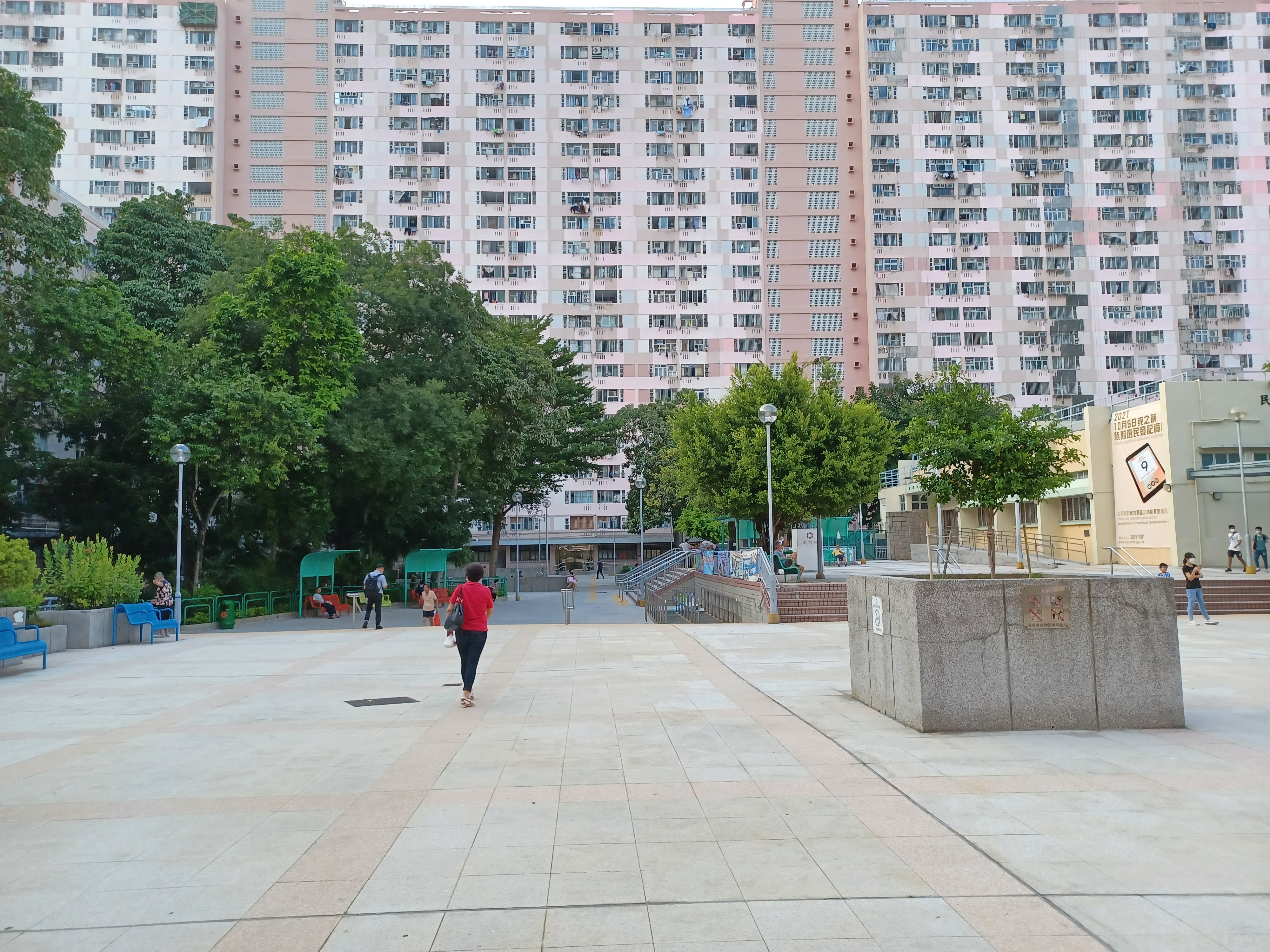
漁灣邨漁順樓
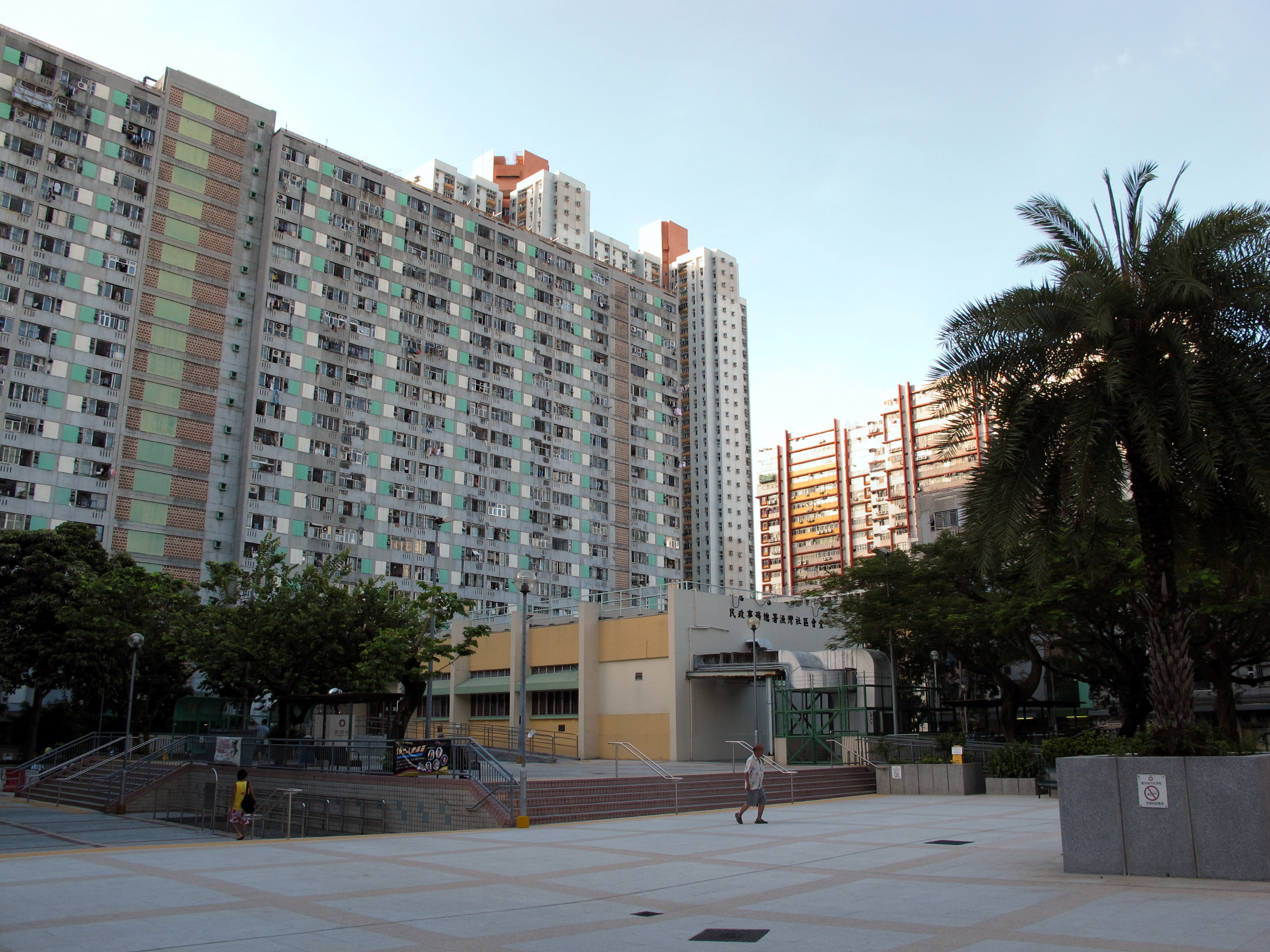
漁灣邨內園（2010年）
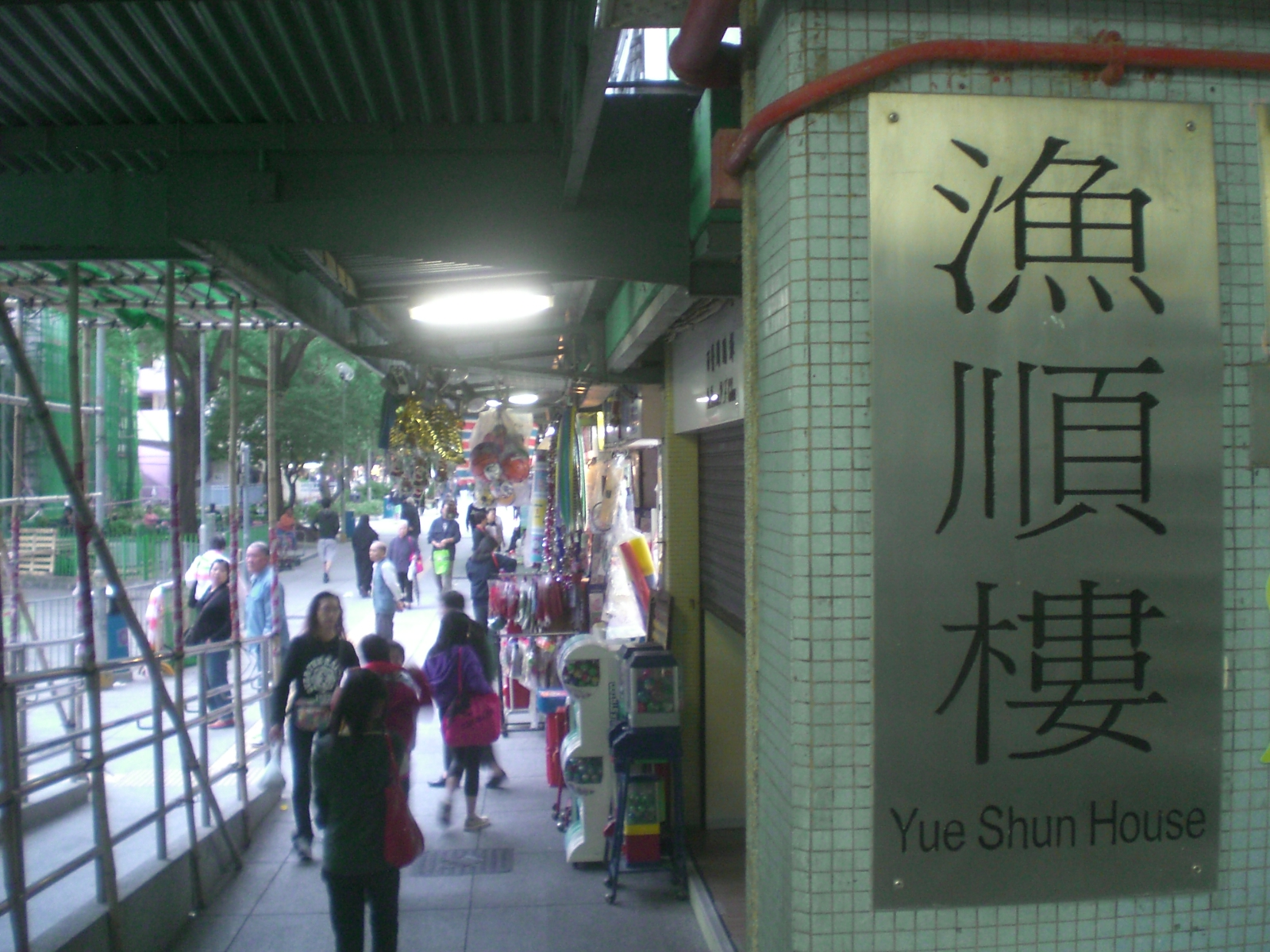
漁灣邨漁順樓樓下商舖（2009年11月）
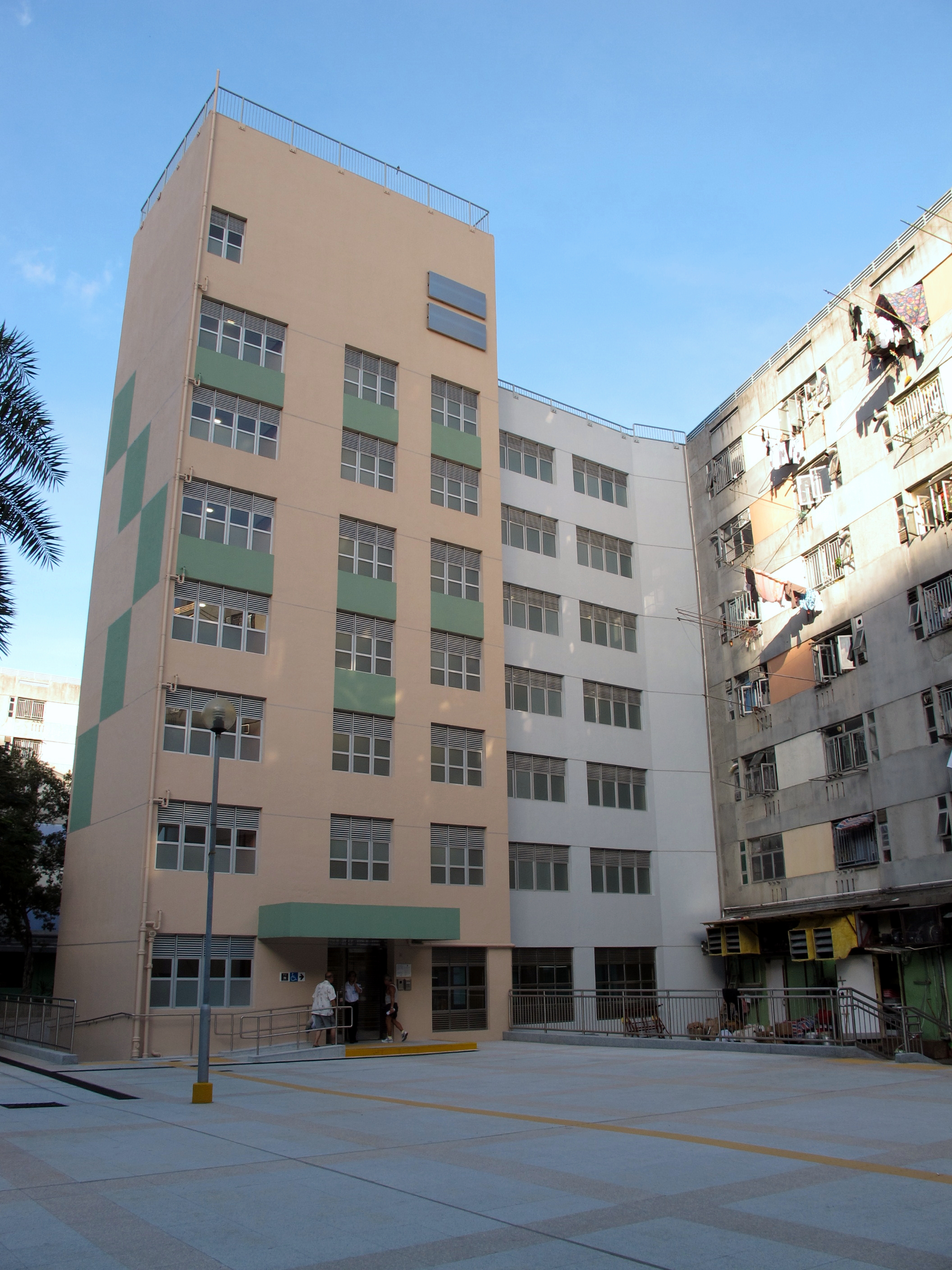
漁灣邨漁安樓升降機塔於2010年7月啟用，此升降機塔內有兩部東芝升降機
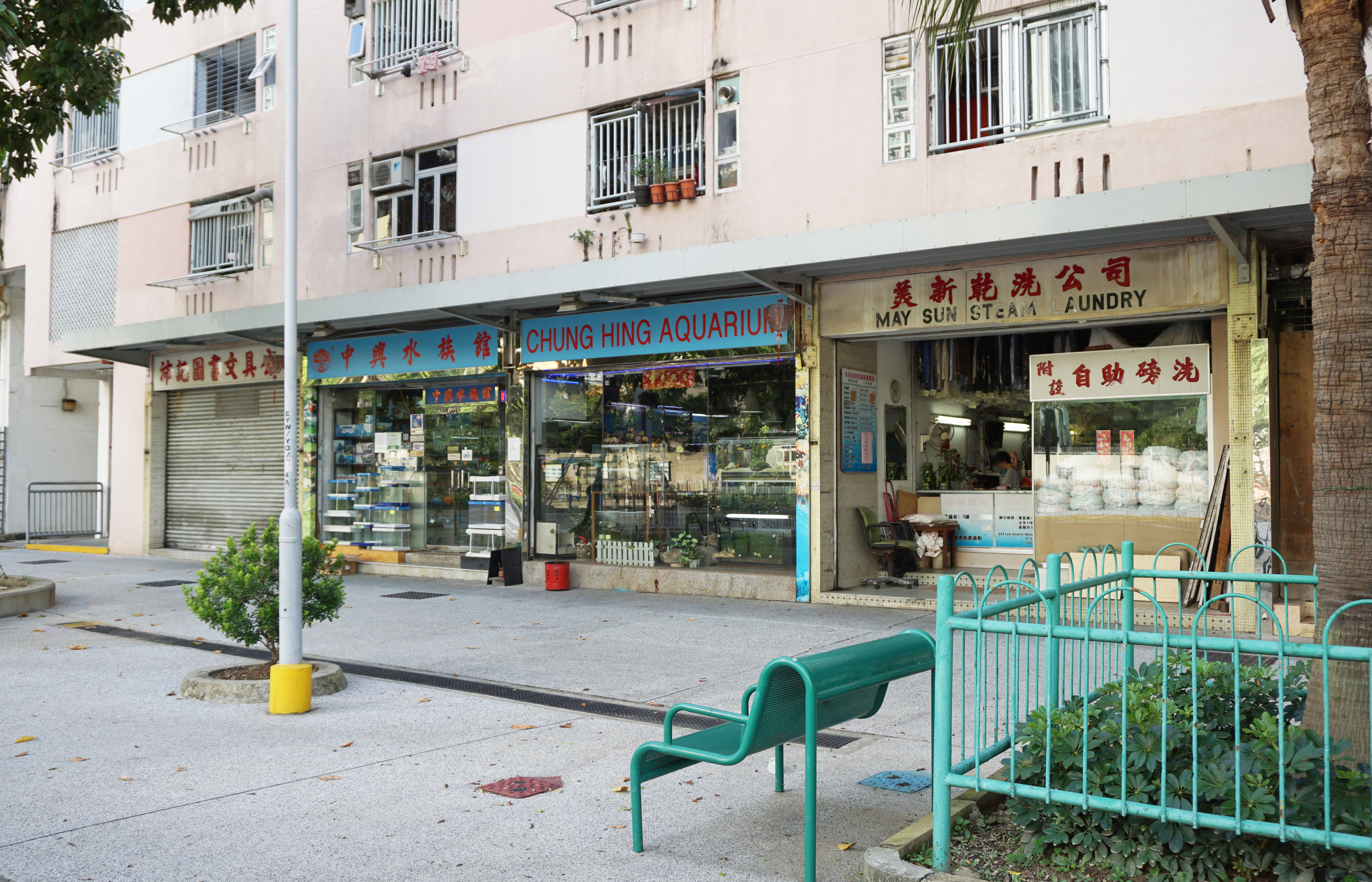
漁安樓商店
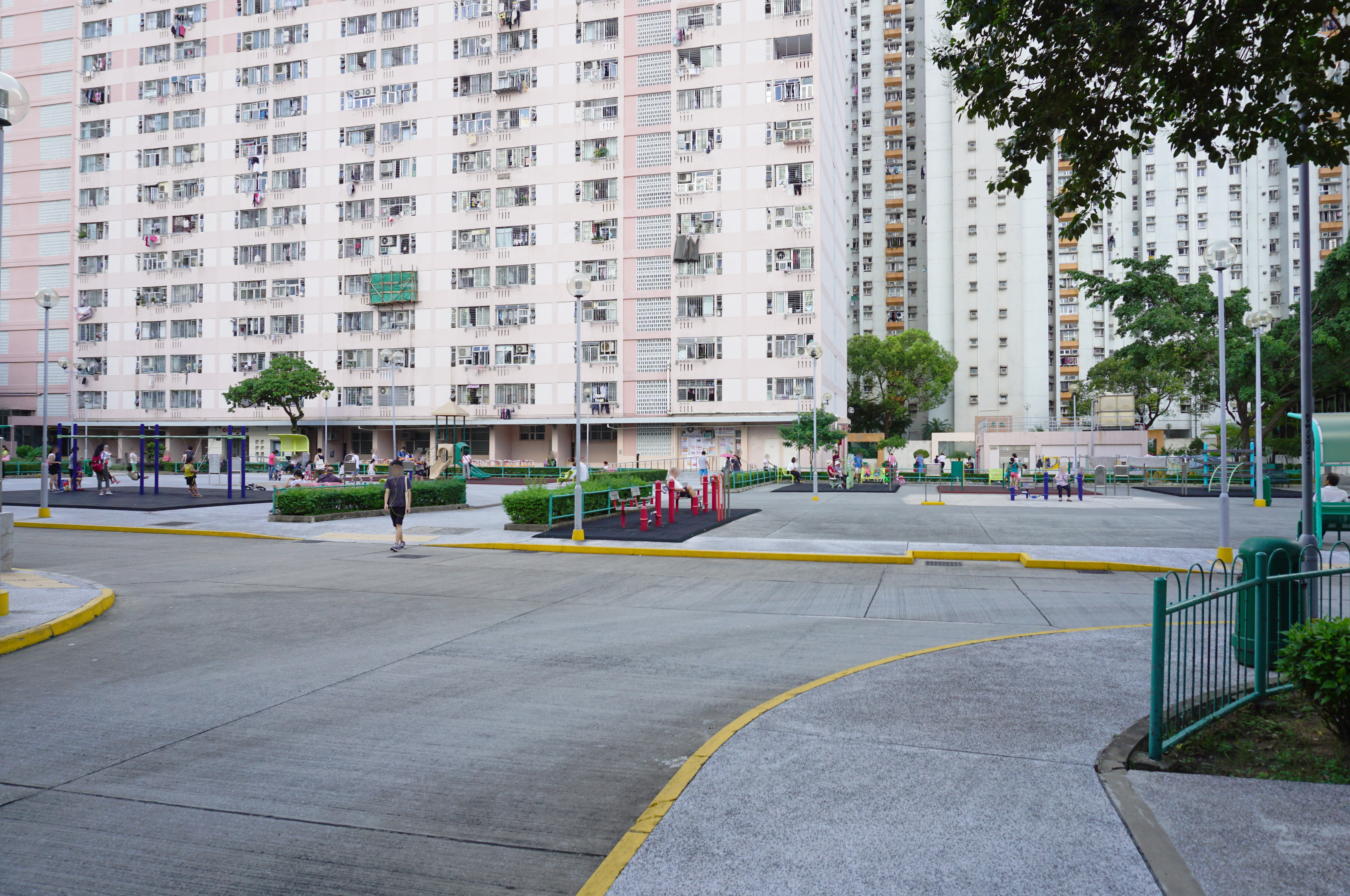
兒童遊樂場及健體區
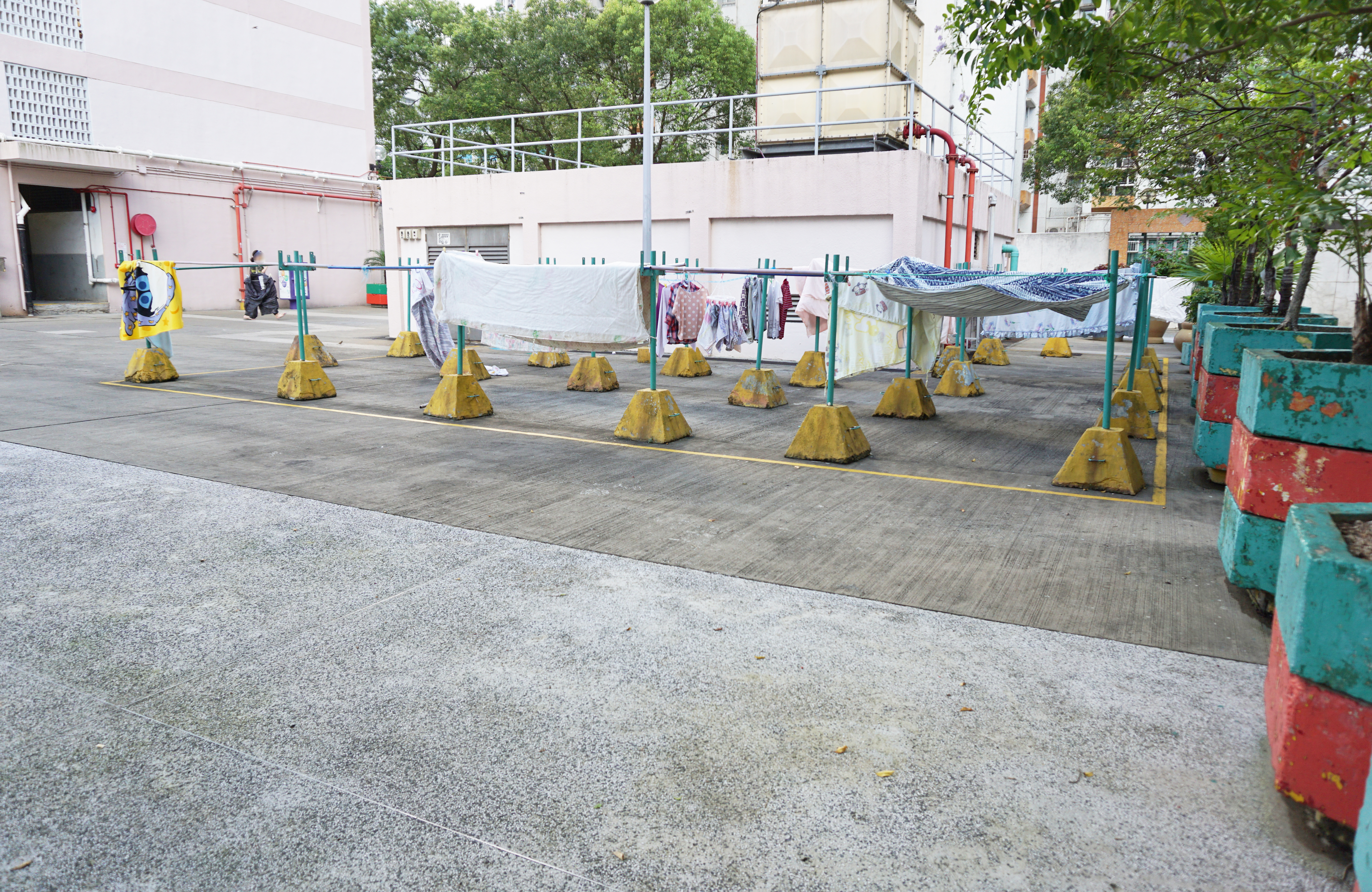
曬衣架
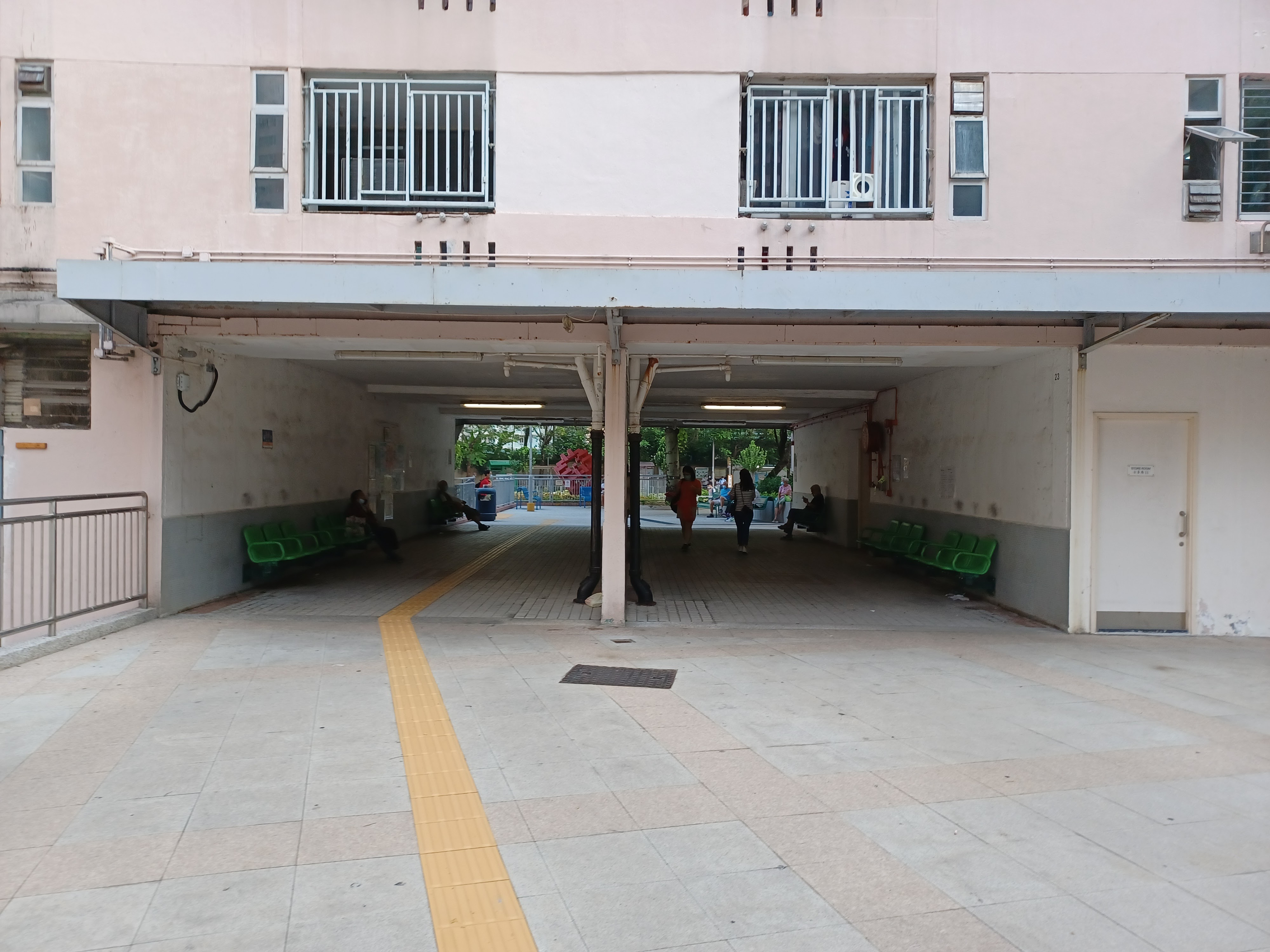
行人通道

### 漁進樓在興建期間的相片集

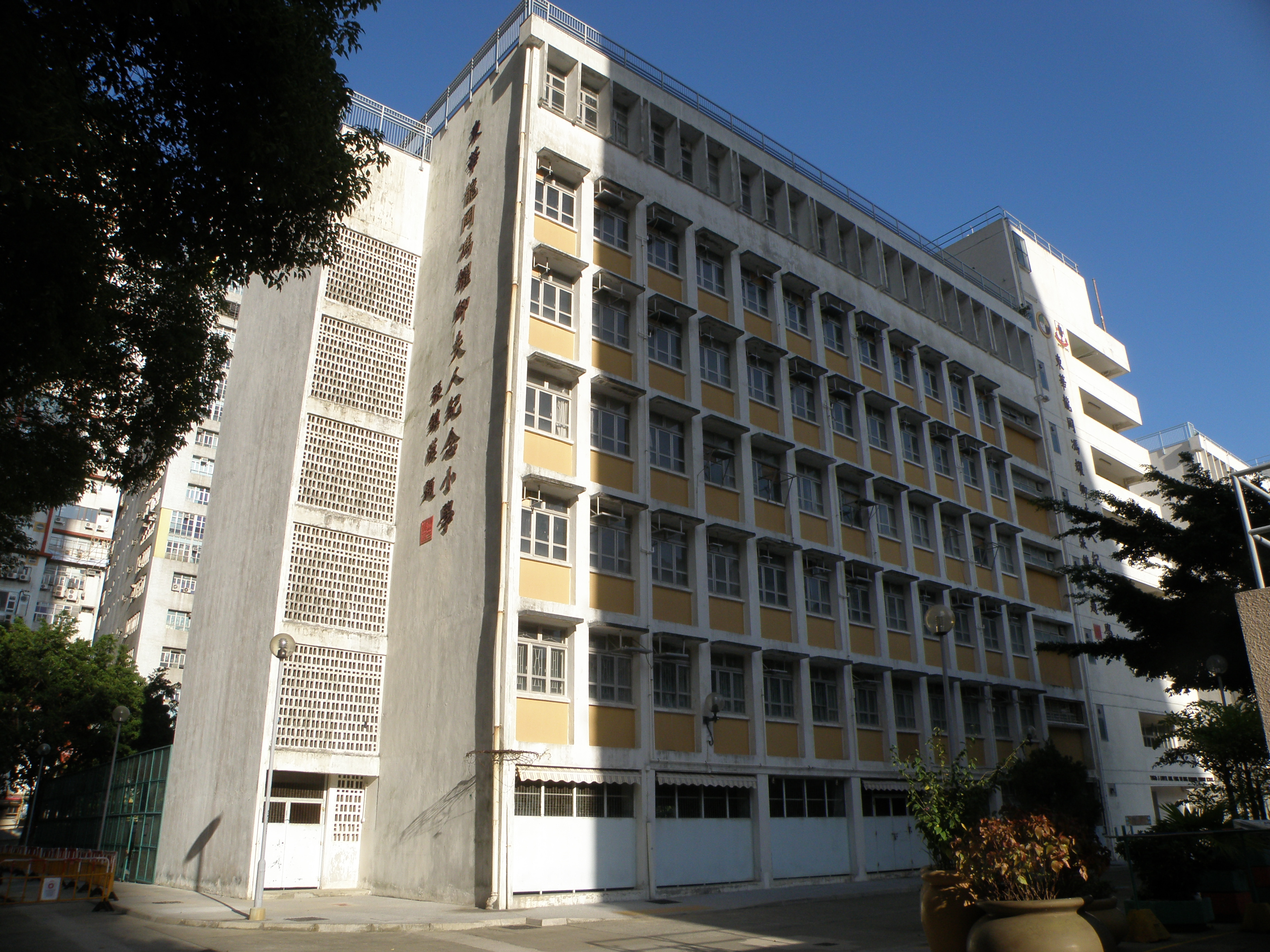
前身為世界龍岡學校馮耀卿紀念小學校舍（2015年11月）
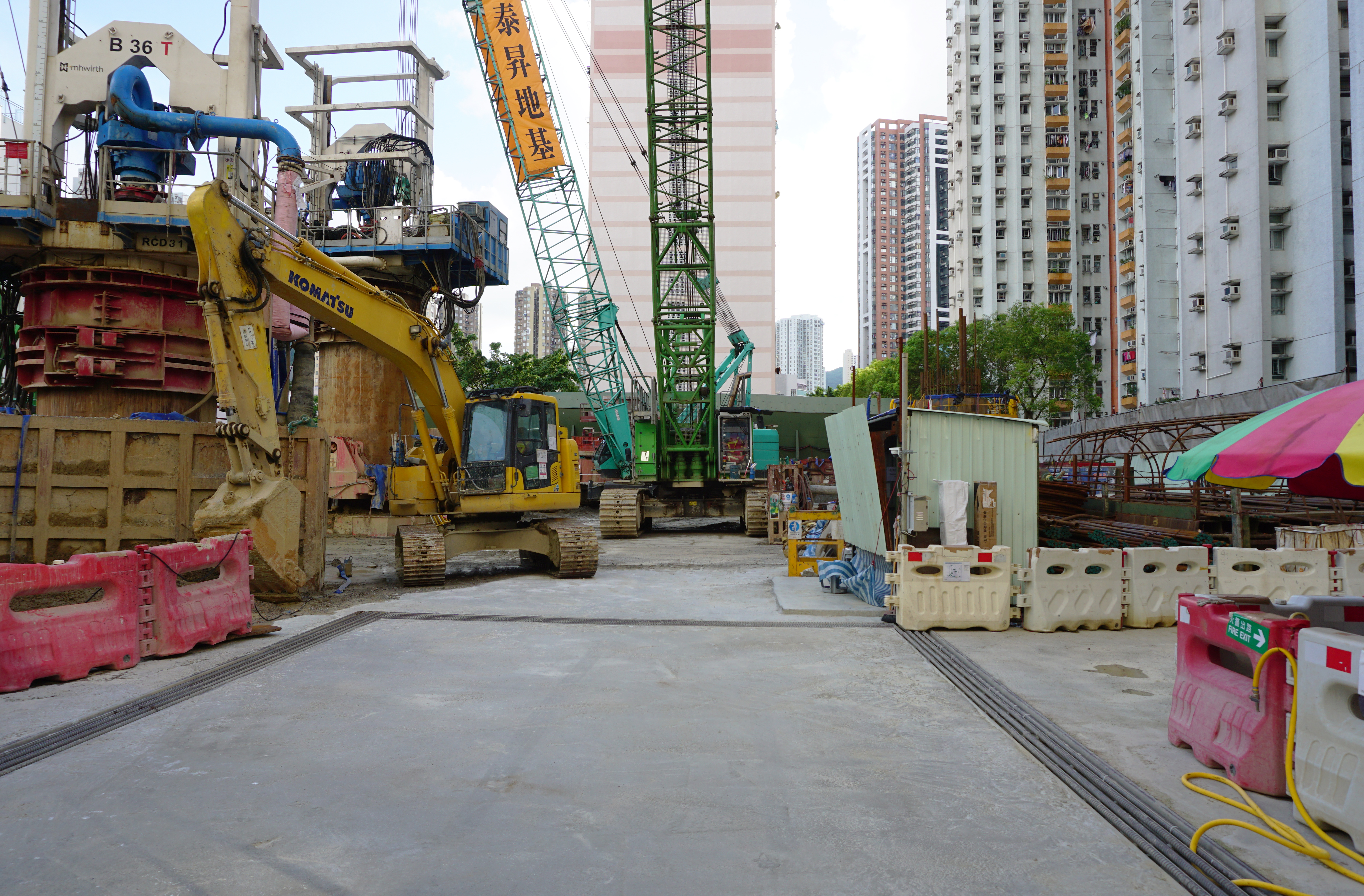
地基工程（2017年7月）
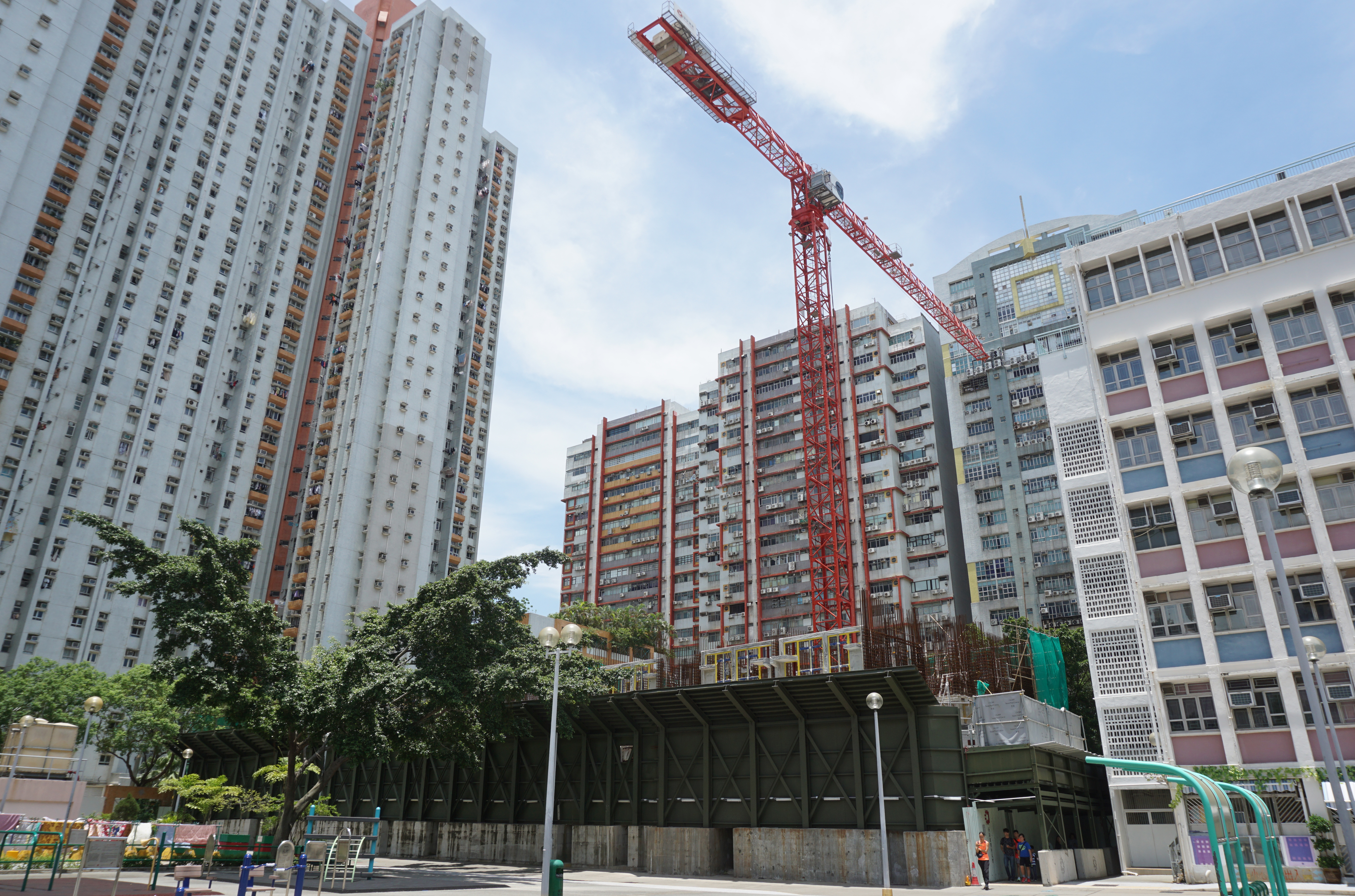
興建中（2018年7月）
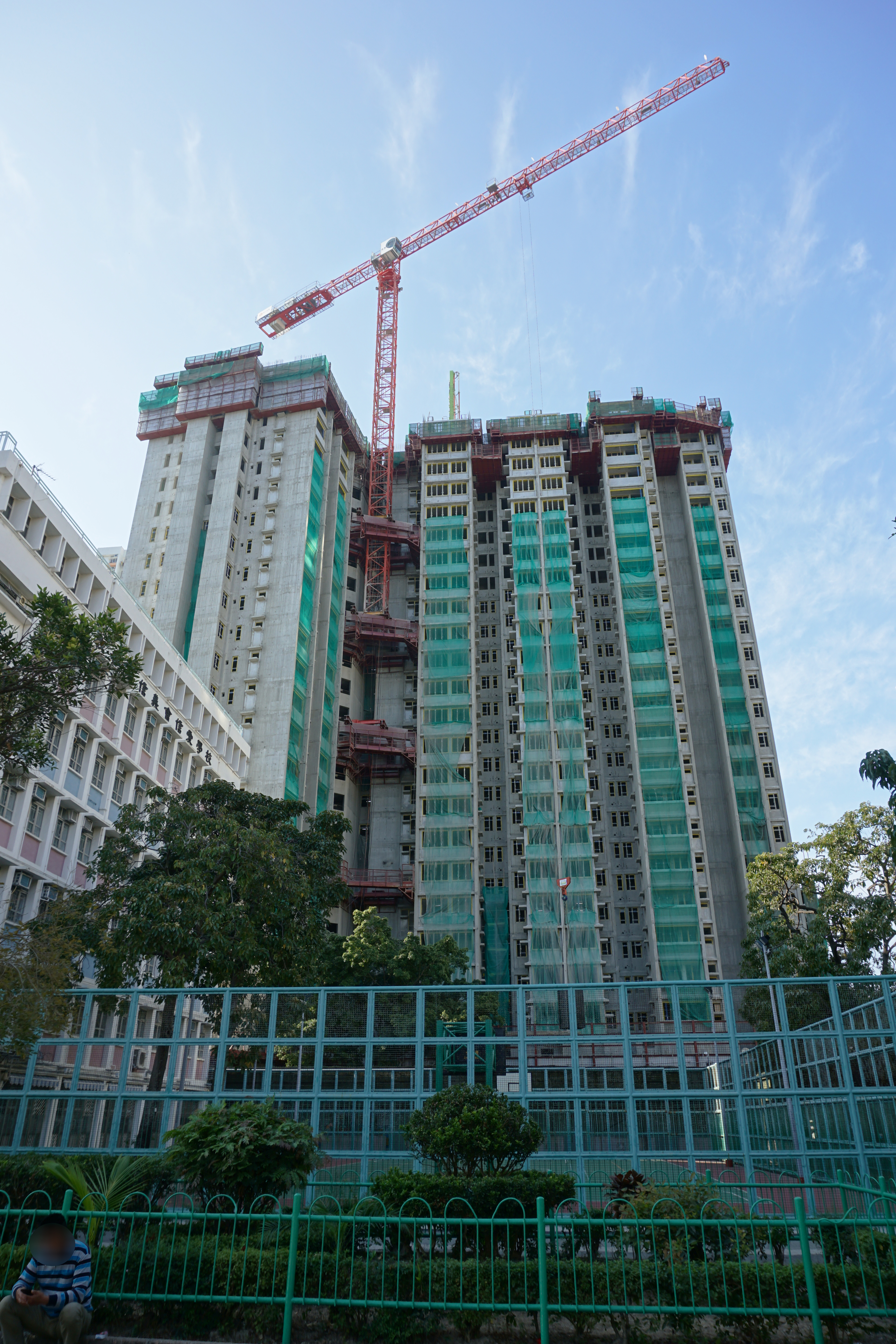
興建中（2019年2月）
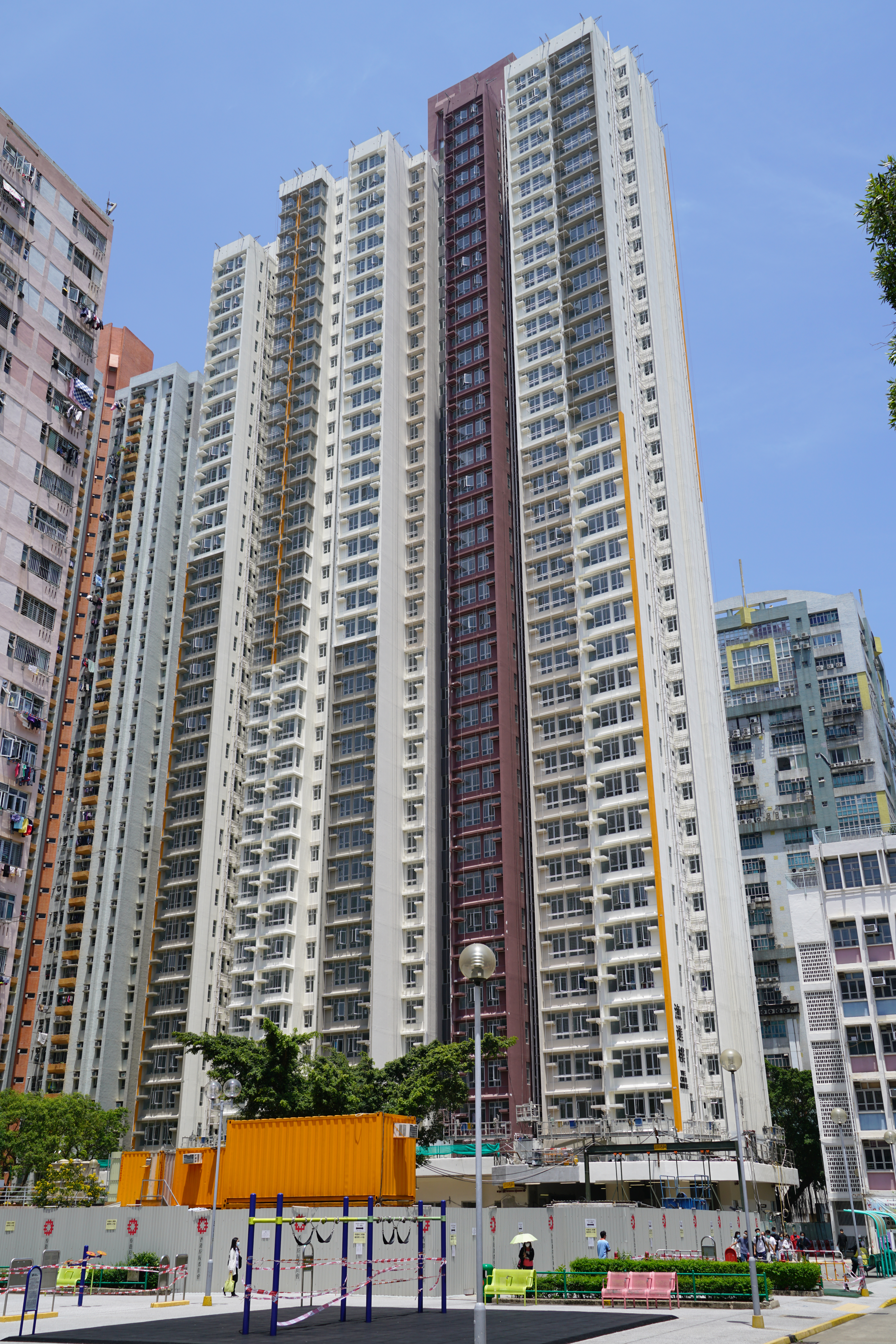
邨內最後建成的漁進樓（2020年5月）

## 教育及福利設施

### 小學
- 基督教香港信義會信愛學校（1961年創辦）

已拆卸
- 東華龍岡學校馮耀卿紀念小學

### 長者地區中心
- 耆康會柴灣長者地區中心（位於漁豐樓地下11-18號）

### 提供持續照顧的護理安老宿位
- 東華三院呂氏（兄弟）安老院（1980年創辦）（位於漁順樓2樓）

## 區議會選區
漁灣邨與樂軒臺和柴灣邨均屬於東區區議會下轄的漁灣（C34）選區，前任區議員為柴灣起動召集人徐子見。而在立法會地區直選當中，則屬於香港島（LC1）選區。

### 區議員辦事處
已結束
徐子見區議員辦事處：漁灣邨漁順樓地下29號舖

## 知名居民
- 鍾蕙芝：香港模特兒
- 徐子見：當區前區議員
- 王敏奕：香港演員
- 黃遠輝：前渣打銀行中國區總裁、前工銀亞洲董事兼副總經理，現任房委會資助房屋小組主席兼渣打銀行顧問[14]。因木屋區在他十歲時被清拆而先後搬遷到柴灣邨十五座及漁灣邨居住[15]；長大後再儲錢以綠表買居屋[16]。黃遠輝就讀小學六年級時曾在柴灣工廠邨大廈（現為華廈邨）做暑期工，負責製作校簿，例如單行簿、格仔簿等以幫補書簿費[17]。

## 交通

### 主要交通幹道
- 柴灣道
- 東區走廊
- 港鐵柴灣站

## 重大事件
1995年，漁順樓有精神病漢縱火，因邨內消防通道上鎖，消防車未能到達火災現場，而釀成三死慘劇，當晚無線電視城市追擊節目曾在邨內舉行直播節目聲討房署疏忽，主持黃毓民（前立法會議員）和當時身兼柴灣區議員的立法局議員曾健成卻被當區時任區議員鍾樹根（前立法會議員）恐嚇，要求停止直播。
2009年7月，本邨漁安樓的一間酒樓發生了命案，一名男子進入該酒樓，與任職酒樓的太太發生爭執後，淋易燃液體自焚身亡，其妻及女同事則重傷。
2012年12月26日晚，一名40歲女子在漁安樓寓所內，以鐵槌襲擊並剪去持雙程證來港的32歲內地男友下體，該名男子已證實死亡。
2015年11月23日晚，過百名居民於當區區議員鍾樹根位於漁安樓地下的辦公室外「慶祝」他落選東區區議員。
2016年5月1日，本邨一間酒樓發生襲擊案，一名需用支架助行的七旬男食客，被炒魷魚侍應隨手檢起一個茶壺扑向食客頭部，最終食客送院治理，其後已出院。
2019年9月3日下午，房委會發言人表示，柴灣永泰道公共房屋發展項目的總建築承建商在地盤發現一名由他們聘用的見習安全督導員昏迷及躺臥在建築物一樓平台的吊船上，地盤負責人即時報警，消防及救護員到場，證實事主已死亡。該吊船在當日早上並沒有使用，並一直放置在平台上。警方正就此事件進行調查。警方經初步調查，相信工人從大廈樓層墮下，人員於現場沒有檢獲遺書，事件無可疑，案件有人從高處墮下。死因有待驗屍後確定。勞工處在接報後已即時派員到現場，現正就意外原因展開調查。